# 3LHD
3LHD je arhitektonski studio iz Zagreba. 3LHD djeluje od 1994. godine i iza sebe ima mnogobrojne projekte i realizacije u Hrvatskoj i inozemstvu. Stekao je brojna priznanja, osobito na međunarodnom planu.

## Povijest
Osnivači studija su arhitekti Saša Begović, Marko Dabrović, Tatjana Grozdanić Begović i Silvije Novak, a 2016. nova partnerica postaje dugogodišnja članica 3LHD tima Paula Kukuljica. Arhitektura studija 3LHD je jednostavna i suvremena, a pristup projektiranju usmjeren na integraciju različitih disciplina: arhitekture, urbanog i pejzažnog krajolika, dizajna i umjetnosti.
Na arhitektonskoj sceni debitirali su izgradnjom Mosta hrvatskih branitelja iz Domovinskog rata u Rijeci (1997. – 2001.), za koji je su nagrađeni najvažnijom svjetskom nagradom za mlade nadolazeće arhitekte koju dodjeljuje ugledni svjetski arhitektonski časopis The Architectural Review, te nizom drugih stranih nagrada.
Od važnijih realizacija, mogu se istaknuti dva sportska objekta. Sportska dvorana Bale (2005. – 2006.), svojim se jednostavnim oblikovanjem izlomljenim geometrijskim formama, kao i prefabriciranim materijalom, koji podsjeća na kameni suhozid, referira na graditeljstvo tradicionalnih istarske kolibe za pastire – kažuna. Slične izlomljene forme ali u drugom materijalu primijenjene su i u oblikovanju vanjštine Spaladium Arene u Splitu (2007. – 2008.), višenamjenske dvorane izgrađene za Svjetsko prvenstvo u rukometu 2009. godine.
Kao afirmacija suvremene arhitektonske interpolacije u povijesnim gradskim jezgrama, ističe se i uređenje splitske Rive (2005. – 2007.), središnjeg gradskog šetališta, gdje je utisnut snažan kontrast novoga materijala (betona i kamena), kao i suvremenih elemenata urbanog namještaja, poput klupa, opločnika, nosača tendi i dr. u odnosu na povijesno pročelje antičke Dioklecijanove palače, što je, usprkos kvalitetnom rješenju, izazvalo djelomično negodovanje javnosti.
Studio je sudjelovao na nizu arhitektonskih natječaja za velike javne radove u Hrvatskoj, poput mostova Jarun i Bundek, stadiona na Kajzerici, te poslovnih nebodera u Zagrebu. Dvaput su projektirali hrvatski paviljon za svjetsku izložbu EXPO, i to u japanskom gradu Aichiju (2005.) te u Zaragozi (2008.).
Projekti poput Mosta hrvatskih branitelja u Rijeci, hrvatskog paviljona na Svjetskoj izložbi u Japanu EXPO-u 2005., hrvatskog paviljona na Svjetskoj izložbi u Španjolskoj EXPO-u 2008., splitske Rive, dvorane Bale, Zagrebačkog plesnog centra, Centra Zamet u Rijeci, hotela Lone u Rovinju, Hotela LN Garden u Kini, Grand Park Hotela u Rovinju i Karlovačkog slatkovodnog akvarija afirmirali su Studio ne samo u stručnim krugovima već i u širem krugu domaće i strane javnosti. 
Predstavljali su Hrvatsku na Venecijanskom Bijenalu 2010, 12. Internacionalnoj izložbi arhitekture, 2008. sudjelovali su na izložbi „Mare Nostrum“ drugog  Internacionalnog Bijenala Arhitekture u Rotterdamu, te na skupnoj izložbi u Bostonu na Harvard University: „New trajectories: Contemporary Architecture in Croatia and Slovenia“.
Projekti 3LHD-a predstavljeni su u uglednim časopisima, poput japanskog A+U, britanskog The Architectural Review, njemačkog DB, talijanskog Interni i hrvatskog Orisa; te nekima od najčitanijih arhitektonskih web portala.  Arhitekti studija 3LHD-a drže predavanja na mnogim svjetskim fakultetima i ustanovama, a njihovi radovi izlagani su u Beču, Londonu i New Yorku, u društvu najistaknutijih svjetskih arhitekata. S obzirom na intenzivnu djelatnost studija 3LHD posljednjih deset godina, niz relevantnih i uspješnih projekata još uvijek čeka na realizaciju.

## Priznanja
Za Most hrvatskih branitelja 3LHD je dobio priznanje Piranesi (Piran, Slovenija), Bauwelt (Berlin, Njemačka), kao i nagradu najvažnijeg američkog časopisa za dizajn I. D. Magazine. Za isti projekt osvojili su i najvažniju hrvatsku arhitektonsku nagradu Viktor Kovačić za najbolju realizaciju 2001. godine.
Za projekt kuće Vila Klara nagrađeni su državnom nagradom Vladimir Nazor za 1999. godinu, a 1996. pobijedili su na 24. salonu mladih s projektom Hotel M. Dobili su i priznanje za nacionalni muzej Koreje u Seoulu.
Godine 2008. na Svjetskom festivalu arhitekture u Barceloni osvojili su Nagradu za najbolju sportsku građevinu za projekt dvorane Bale, a iste godine za Kuću J2 u Zagrebu Nagradu Drago Galić Udruženja Hrvatskih arhitekata, za najbolju stambenu građevinu.
Dvorana Zamet u Rijeci nagrađena je nagradom Bernardo Bernardi Udruženja Hrvatskih arhitekata i nagradom Vladimir Nazor Ministarstva kulture Republike Hrvatske.
Projekt Hotela Lone u Rovinju nagrađen je nagradom Viktor Kovačić Udruženja Hrvatskih arhitekata za najbolje arhitektonsko ostvarenje u 2011.godini.
Popis relevantnih nagrada i priznanja:
- Ernst & Young poduzetnik godine, finalisti 2022
- Hotel Property Award za Grand Park Hotel Rovinj 2020
- Medalja za urbanizam 2019 za Grand Park Hotel Rovinj
- Godišnja nagrada Ministarstva kulture Republike Hrvatske Vladimir Nazor 2019 za projekt Urania
- UHA realizacija 2019 - godišnja nagrada Viktor Kovačić za projekt Urania
- Elle decoration: najbolja arhitektura i dizajn za projekt Grand Park Hotela Rovinj
- ECOtechGREEN Award 2019 za projekte Karlovačkog slatkovodnog akvarija i Grand Park Hotela Rovinj
- BIG SEE nagrada u kategoriji "interijer" za proejtke ResoLution Signature Restaurant i Hotel Adriatic
- International Hospitality award u kategoriji „opening of the year“ za One Suite Hotel
- Grand prix Balkanskog bijenala arhitekture, u kategoriji „najbolji izgrađeni projekt“ za Karlovački slatkovodni akvarij
- Medalja za konceptualni pothvat za izložbu 3LHD interakcije
- A+Award u kategoriji Architecture +Landscape za Karlovački slatkovodni akvarij
- A+Popular Choice Award u kategoriji Architecture +Landscape za Karlovački slatkovodni akvarij
- Posebno priznanje ARTUR 2016 za Plažu Mulini
- Graditeljska nagrada CEMEX building award 2015 za Plažu Mulini
- ELLE style award u kategoriji "najbolji arhitekt" za Plažu Mulini
- Rexpo Adriatic 2015 Best New Hotel Award za Hotel Adriatic
- Nagrada 50. Zagrebačkog salona arhitekture za Studiju Novalja
- Graditeljska nagrada CEMEX Hrvatska 2015 za Plažu Mulini
- Posebno priznanje konferencije ARTUR za Karlovački slatkovodni akvarij
- UHA realizacije 2013 - nagrada Drago Galić za Kuću V2
- Nagrada međunarodnog olimpijskog odbora za sport i održivi razvoj 2012 za Dvoranu Bale
- European Hotel Design Award 2012 za najbolji novoizgrađeni hotel za Hotel Lone
- International Hotel Award 2012 za najbolji kongresni hotel u Europi za Hotel Lone
- Nagrada 47. Zagrebačkog salona arhitekture 2012 za Hotel Lone
- Nagrada Oris 2012 za izniman stvaralački doprinos arhitekturi za Hotel Lone
- Povelja Republike Hrvatske za iznimno i uspješno promicanje suvremene arhitekture u Republici Hrvatskoj i u svijetu
- Godišnja nagrada Viktor Kovačić 2011 za Hotel Lone
- Nagrada IOC/IAKS Award 2011 srebrna medalja za Centar Zamet
- Godišnja nagrada ministarstva kulture Republike Hrvatske Vladimir Nazor 2009 za Centar Zamet
- UHA realizacije 2009 - nagrada Bernardo Bernardi za Centar Zamet
- Nagrada IOC / IAKS Award 2009 brončana medalja za Dvoranu Bale
- UHA realizacije 2008 - nagrada Drago Galić za Kuću J2
- World Architecture Festival 2008 nagrada u kategoriji sport za Dvoranu Bale
- UHA realizacije 2005 - nagrada Bernardo Bernardi za Hrvatski paviljon EXPO 2005
- Nagrada I.D. Annual Design Review 2003 za Most hrvatskih branitelja
- Nagrada AR+D 2002 za Most hrvatskih branitelja
- UHA realizacije 2001 - nagrada Viktor Kovačić za Most hrvatskih branitelja
- Godišnja nagrada ministarstva kulture Republike Hrvatske Vladimir Nazor 1999 za Vilu Klaru

## Odabrani projekti

### Realizacije
- Most hrvatskih branitelja, Rijeka, Hrvatska (1997-2001)
- Vila Klara, Zagreb, Hrvatska (1997-2001)
- Servisna zgrada Kozala, Rijeka, Hrvatska (2002-2007)
- Hrvatski paviljon EXPO 2005, Japan, Aichi (2004-2005)
- Zagrebački plesni centar, Zagreb, Hrvatska (2003–2009)
- Kuća V2, Dubrovnik, Hrvatska (2004-2013)
- Kuća U, Dubrovnik, Hrvatska (2006-2012)
- Centar Zamet, Rijeka, Hrvatska (2005–2009)
- Kuća J2, Zagreb, Hrvatska (2005–2009)
- Kuća K, Zagreb, Hrvatska (2004-2008)
- Sportska dvorana Bale, Bale, Hrvatska (2005–2007)
- Splitska Riva, Split, Hrvatska (2006–2007)
- Stambena zgrada SV Vid, Rovinj, Hrvatska (2006-2008)
- Hotel Lone, Rovinj, Hrvatska (2006-2011)
- Spaladium Arena, Split, Hrvatska (2007–2008)
- Hrvatski paviljon EXPO 2008, Španjolska, Zaragoza (2006-2008)
- Ski Restoran Raduša, Uskoplje, Bosna i Hercegovina (2010-2011)
- Zeleni Paviljon_Restoran, Zagreb, Hrvatska (2010-2019)
- Apartmani Amarin, Rovinj, Hrvatska (2012-2013)
- Cedevita trening kamp, Zagreb, Hrvatska (2012-2012)
- One Suite Hotel, Srebreno, Hrvatska (2009-2017)
- Plaža Mulini, Rovinj, Hrvatska (2012-2014)
- Vanjski bazeni Lone, Rovinj, Hrvatska (2011-2013)
- Grand Park Hotel Rovinj, Rovinj, Hrvatska (2011-2019)
- Dvorac Janković, Suhopolje, Hrvatska (2013-2019)
- Rekonstrukcija hotela Palace Dubrovnik, Dubrovnik, Hrvatska (2013-2014)
- Karlovački akvarij i muzej rijeka, Karlovac, Hrvatska (2013-2016)
- Hotel LN Garden, Guangzhou, Kina (2014-2018)
- SRC Đurđevac, Đurđevac, Hrvatska (2014-2019)
- ACI Marina Rovinj, Rovinj, Hrvatska (2014-2019)
- Šetnica Vijeća Europe, Rovinj, Hrvatska (2015-2019)
- Hotel Adriatic, Rovinj, Hrvatska (2014-2015)
- 3LHD Interakcije, Zagreb, Hrvatska (2015-2016)
- Javni trg, mol i recepcija otočnih hotela (2015-2019)
- Blok Bužanova, Zagreb, Hrvatska (2016-2018)
- ResoLution Signature Restaurant, Rovinj, Hrvatska (2016-2017)
- Urania, Zagreb, Hrvatska (2017-2019)
- Kampus Infobip, Zagreb, Hrvatska (2018-2022)
- Stambeni blok Park Kneževa, Zagreb, Hrvatska (2019-2020)

### U izgradnji, projekti u izradi
- Autobusni Terminal Žabica, Rijeka, Hrvatska (2008)
- 4_Tornja, Zagreb, Hrvatska (2010)
- Hotel Belvedere, Dubrovnik, Hrvatska (2014)
- Kupari Dubrovnik Resort, Kupari, Hrvatska (2018)
- Market Viale, Poreč, Hrvatska (2017)
- K Distrikt, Beograd, Srbija (2018)
- rekonstrukcija zagrebačkog Hotela Westin, Zagreb, Hrvatska (2018)
- Kampus Rimac za Rimac Automobili, Sv. Nedelja, Hrvatska (2019)
- Rekonstrukcija hotela Marjan, Split, Hrvatska (2019)
- Hotel Argentina, Dubrovnik, Hrvatska (2019)
- Poslovna zgrada SDMS, Sv. Nedelja, Hrvatska (2020)
- Centar Mobilnosti, Zagreb,  Hrvatska (2020)
- Rekonstrukcija Rive Grignano, Trst, Italija (2020)

### Projekti
- Istočnoeuropski kulturalni centar, Kina, Xi’an (2006)
- Neboder 123, Zagreb, Hrvatska (2006)
- Poslovni toranj Miramare, Zagreb, Hrvatska (2007)
- Sveučilišna knjižnica Zadar, Zadar, Hrvatska (2007)
- Gradski stadion Kajzerica, Zagreb, Hrvatska (2008)
- Urbanistički plan Duilovo, Split, Hrvatska (2009)
- Poslovna zgrada xCimos, Zagreb, Hrvatska (2009)
- Kampus B, Zagreb, Hrvatska (2010)
- Mali Maj, Poreč, Hrvatska (2011)
- Studija centra grada Čakovca, Čakovec, Hrvatska (2013)
- Delta i Porto Baroš, Rijeka, Hrvatska (2013)
- Dojran Masterplan, Dojran, Makedonija (2014)
- Struga Masterplan, Struga, Makedonija (2014)
- Studija Novalja, Novalja, Hrvatska (2014)
- Prostorna studija turističke zone Brseč, Brseč, Hrvatska (2014)
- Kulturni i info centar Sveta Nedelja, Sveta Nedelja, Hrvatska (2014)
- Hotel Helios, Lošinj, Hrvatska (2015)
- Riva Poreč, Poreč, Hrvatska (2016)
- Clelia stambeni toranj, Limassol, Cipar (2018)
- Delta Park, Rijeka, Hrvatska (2019)
- InfobipSA, Sarajevo, Bosna i Hercegovina (2020)

## Vanjske poveznice
- 3LHD službena stranica
- 3LHD na Facebook-u
- 2002 nagrada AR+D  Arhivirana inačica izvorne stranice od 13. kolovoza 2007. (Wayback Machine)
- 2003 nagrada ID magazine 2003  Arhivirana inačica izvorne stranice od 17. kolovoza 2007. (Wayback Machine)
- 2008 WAF Barcelona
- nagrada IOC/IAKS
- 3LHD arhitekti Hrvatska tehnička enciklopedija, portal hrvatske tehničke baštine. LZMK